# Diocèse de Vilkaviškis
Le diocèse de Vilkaviškis (en latin: Dioecesis Vilkaviskensis) est un diocèse catholique de Lituanie dont le siège est situé à Vilkaviškis. L'évêque actuel est Rimantas Norvila (de) (depuis 2002). Il est suffragant de l'archidiocèse de Kaunas.

## Historique
Le diocèse de Vilkaviškis a été établi le 4 avril 1926 par la bulle Lituanorum gente du pape Pie XI, à partir du diocèse de Łomża, en Pologne. Le nouveau diocèse comprenait les 11 doyennés du diocèse d'Augustów qui, après la Première Guerre mondiale, se trouvaient en territoire lituanien. Le premier évêque du nouveau diocèse a été Antanas Karosas (en) (Antoni Karaś), dernier évêque d'Augustów, qui avait placé son siège à Vilkaviškis dans l'immédiat après-guerre.
En 1930, la construction du séminaire diocésain est achevée. L'année suivante, le premier congrès eucharistique est célébré et, en 1934, le premier synode diocésain est convoqué. 

## Territoire

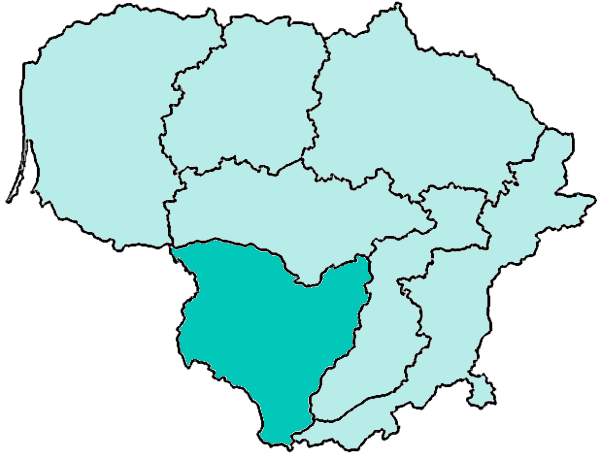
Localisation du diocèse.

Le diocèse comprend l'apskritis de Marijampolė, ainsi qu'une partie de celles d'Alytus et de Kaunas.
Le siège de l'évêque est la ville de Vilkaviškis, où se trouve la cathédrale de la Bienheureuse-Vierge-Marie (it) (Švč. M. Marijos Apsilankymo katedra), mais la résidence des évêques se trouve à Marijampolė, où il y a la basilique mineure Saint-Michel-Archange (Šv. arkangelo Mykolo bazilika).
Le territoire est divisé en 6 doyennés et 104 paroisses, servies par 106 prêtres et 4 diacres (2022).

## Liste des évêques Vilkaviškis (rite romain)
- Évêque Antanas Karosas (en), du 5 avril 1926 jusqu'à sa mort, le 7 juillet 1947,
- Administrateur apostolique, archevêque Liudas Povilonis, M.I.C., du 28 mai 1979 au 27 avril 1988,
- Administrateur apostolique, évêque Juozas Žemaitis (M.I.C.), du 27 avril 1988 au 24 décembre 1991,
- Évêque Juozas Žemaitis (M.I.C.), du 24 décembre 1991 jusqu'à sa retraite, le 5 janvier 2002,
- Évêque Rimantas Norvila (de), depuis le 5 janvier 2002.

## Source
- (it) Cet article est partiellement ou en totalité issu de l’article de Wikipédia en italien intitulé « Diocesi di Vilkaviškis » (voir la liste des auteurs).

### Article lié
- Église catholique en Lituanie